# حشره‌خوار رینی
 حشره‌خوار رینی (نام علمی: Crocidura raineyi) نام یک گونه از سرده حشره‌خوارهای دندان‌سفید است.